# Von Neumann-algebra
Een von Neumannalgebra of W*-algebra heeft enkele equivalente definities: een von Neumann-algebra is:
- een involutieve unitale deelalgebra van de begrensde operatoren B(H) op een Hilbertruimte H, gesloten voor de ultrazwakke topologie;
- een involutieve deelalgebra van de begrensde operatoren op een Hilbertruimte, zodat M gelijk is aan zijn bicommutant M;
- een unitale C*-algebra met een preduale als Banachruimte. Deze preduale is op isomorfisme na uniek, en gelijk aan de ruimte van normale functionalen op de von Neumannalgebra.

De equivalentie tussen de eerste twee definities is de inhoud van von Neumanns bicommutantstelling. Ze geeft aan dat von Neumannalgebra's op louter algebraïsche wijze gekarakteriseerd kunnen worden. De equivalentie tussen de eerste definitie en de laatste definitie moet als volgt worden opgevat: voor elke von Neumannalgebra bestaat er een injectief, (zwak-*)-(ultra-zwak) continu *-homomorfisme naar de verzameling begrensde operatoren op een Hilbertruimte. Dit betekent dus dat de volledige structuur van een von Neumannalgebra concreet gerepresenteerd kan worden. Deze situatie is analoog aan deze voor C*-algebra's. 
Een von Neumannalgebra die representeerbaar is op een Hilbertruimte met een aftelbare basis, wordt {\displaystyle \sigma }-eindig genoemd.
Een von Neumannalgebra met triviaal centrum wordt een factor genoemd.
De von Neumannalgebra is genoemd naar de Hongaars-Amerikaanse wiskundige John von Neumann.

## Geschiedenis
Von Neumannalgebra's werden vanaf de jaren 30 onder de naam 'Rings of operators' bestudeerd in enkele papers van John von Neumann en Francis Murray,  in het kader van het ontwikkelen van een rigoureuze wiskundige taal om kwantummechanica in te beschrijven. Hier reeds wordt een opdeling van factoren gegeven volgens type.  Von Neumann zelf zag type II1 als het goede kader om een 'kwantummeetkunde' of 'continue meetkunde' in te bestuderen (verwijzend naar het continue bereik van de dimensiefunctie). Verder fysisch onderzoek wees echter uit dat vooral factoren van het type III opduiken in kwantummechanische systemen, types die in de tijd van von Neumann eerder als pathologisch werden gezien, en waarvan zelfs het bestaan onduidelijk was. Met behulp van Tomita-Takesaki-theorie en het werk van onder andere Araki en Woods, slaagde Alain Connes er in zijn proefschrift uit 1973 in, om een verdere classificatie van factoren van het type III te geven. Tevens wordt hierin gewag gemaakt van het intrinsiek dynamisch karakter ('een godgegeven tijdsevolutie' (Connes)) van een niet-commutatief systeem: voor elke factor bestaat er een uniek homomorfisme van R naar de groep van automorfismes van M, modulo de inwendige automorfismes.

## Classificatie

### Classificatie van factoren
Op de verzameling projecties P van een factor M kan, op vermenigvuldiging met een positieve scalair na, een unieke dimensiefunctie d gedefinieerd worden. Dit is een functie d van P naar R+U {∞} die voldoet aan:
1. {\displaystyle d(\sum _{i=1}^{\infty }p_{i})=\sum _{i=1}^{\infty }d(p_{i})} als pi orthogonale projecties in M zijn,
2. d(p)=d(q) als p en q von Neumannequivalent zijn, i.e. als er een partiële isometrie u in M bestaat zodat p=u*u en q=uu*
3. d(p)=0 als en slechts als p=0.

Met behulp van het beeld Im(d) van deze functie kunnen factoren in verschillende types onderverdeeld worden: Een factor is
- van type In, met n een natuurlijk getal, als Im(d)={1,2, ...,n},
- van type I∞ als Im(d)=N0U{∞},
- van type II1 als Im(d)=[0,1],
- van type II∞ als Im(d)=R+U{∞},
- van type III als Im(d)={0,∞}.

Een factor, niet van het type III, wordt semifiniet genoemd. Deze kunnen gekarakteriseerd worden als de factoren waarvoor een getrouw, semifiniet, normaal spoor bestaat, noodzakelijk (op een positieve scalar na) uniek. Een factor van het type In of II1 wordt eindig genoemd. Dit zijn de factoren waarvoor een getrouw eindig spoor bestaat. Een factor van het type II∞ of III wordt 'echt oneindig' genoemd.
Elke von Neumannalgebra kan 'ontbonden' worden in factoren via een desintegratie over zijn centrum. Als in deze decompositie bijna alle factoren van een bepaald type zijn, wordt de von Neumannalgebra gezegd van dit type te zijn.

### Classificatie van factoren van het typeIII
Zij M een factor van het type III. Kies een modulaire eenparametergroep op M, en zij N het gekruist product van M met deze eenparametergroep. N zal dan een von Neumannalgebra van het type II∞ zijn. Zij {\displaystyle \theta } de duale eenparametergroep op N, beperkt tot het centrum Z(N) van N. Het systeem (Z(N),{\displaystyle \theta },R) wordt de 'flow of weights' op M genoemd. 
- Als {\displaystyle \theta } periodisch is met periode T=-ln(s)>0, dan wordt M van het type IIIs genoemd.
- Als {\displaystyle \theta } triviale kern heeft, dan is M van het type III0.
- Als het centrum van N triviaal is (dus N is een factor), dan is M van het type III1.

Deze classificatie kan ook gemaakt worden aan de hand van het gezamenlijke spectrum van alle modulaire operatoren horende bij M.
Het is merkwaardig dat er een goede structuurtheorie mogelijk is voor factoren van het type III, daar deze gedefinieerd worden via exclusie: het zijn de factoren waarvoor geen goede dimensiefunctie bestaat.

## Voorbeelden
- De ruimte L∞([0,1]) van essentieel begrensde (d.i. bijna overal begrensde) functies op [0,1] met de Lebesguemaat, voorzien van de norm {\displaystyle \|f\|=\sup _{x\in \lbrack 0,1\rbrack }|f(x)|}, is een commutatieve von Neumann algebra. In feite is dit het enige 'niet-discrete' voorbeeld van een commutatieve von Neumannalgebra: elke {\displaystyle \sigma }-eindige commutatieve von Neumannalgebra zonder minimale projectie is ermee isomorf. Zie ook Lp-ruimte.
- De ruimte van alle begrensde operatoren op een Hilbertruimte vormt een von Neumannalgebra. Elke factor van het type I is van deze vorm.
- Zij G een lokaal compacte groep. Zij  L2(G) de Hilbertruimte van kwadratisch integreerbare functies op G, voorzien van de linkse Haarmaat.  Beschouw de operatoren u(g) op L2(G), {\displaystyle g\in G}, gegeven door {\displaystyle (u(g)\xi )(h)=\xi (g^{-1}h)}. De ultrazwakke sluiting van de algebra voortgebracht door de u(g) vormt een von Neumannalgebra, de 'linkse groeps-von Neumannalgebra van G' genoemd.
- Zij M2 de algebra van 2 bij 2-matrices over C, en beschouw het aftelbaar oneindig tensorproduct van M2 met zichzelf, genomen via het gewone spoor op elke M2. Dan is deze von Neumannalgebra van het type II1.